# Nokia 700
Nokia 700 – telefon wyprodukowany przez firmę Nokia, wprowadzony do sprzedaży we wrześniu 2011. Należy do drugiej generacji smartfonów Nokii. Po aktualizacji do Nokia Belle Feature Pack 1 została zwiększona częstotliwość procesora z 1,0 GHz do 1,3 GHz, wraz z tą aktualizacją został udostępniony pakiet Microsoft Office Mobile. Jest najmniejszą Nokią z systemem Nokia Belle.

## Bateria
Bateria	Li-Ion 1080 mAh.
- czas czuwania w 2G: 465 godzin
- czas czuwania w 3G: 450 godzin
- czas rozmów w 2G: 720 minut
- czas rozmów w 3G: 336 minut
- czas odtwarzania muzyki: 47 godziny
- czas odtwarzania filmów: 6,9 godziny
- czas nawigowania: 6,9 godziny

## Multimedia
- radio z RDS
- odtwarzacz muzyki
- odtwarzacz wideo

## Nawigacja
- Kompas
- GPS